# Vydra mořská

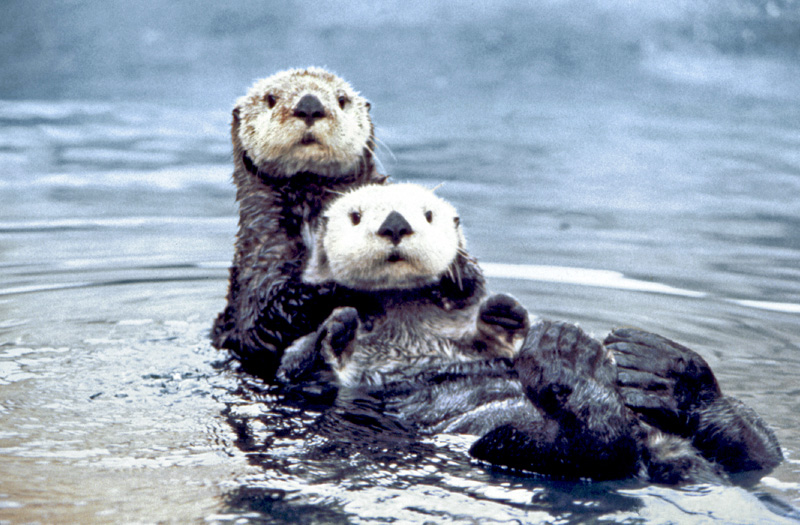
Vydra mořská, kalan

Vydra mořská (Enhydra lutris) neboli kalan je největší druh vydry a spolu s rosomákem největší šelma z čeledi lasicovitých. Zároveň je ze všech druhů vyder nejvíce přizpůsobena vodnímu životu. Mají nejhustší srst ze všech recentních savců.

## Areál rozšíření
Obývá mořské pobřeží Tichého oceánu od Japonska, přes asijské pobřeží Ruska a Aljašku až po Kalifornii. V 18.–19. stol. ale byla na většině tohoto území vyhubena lovci kožešin. Chráněna začala být teprve počátkem 20. století.

## Potrava
Živí se převážně mořskými ježovkami, ušněmi, mlži, hlavonožci a dalšími živočichy. Jen mořských ježovek zkonzumuje denně několik kilogramů (až čtvrtinu své hmotnosti). Vydra mořská je hravá a zvědavá a tyto její vlastnosti spolu s nádhernou kožešinou zapříčinily, že je člověk na některých místech téměř vyhubil.

## Popis
Vydra mořská má zavalité tělo, bez ocasu měří 100–145 cm a dalších asi 30 cm připadá na mírně zploštělý ocas. Hmotnost dosahuje 15–45 kg, samci jsou výrazně větší než samice. Zbarvení srsti je převážně tmavě hnědé až šedohnědé, na obličeji světlejší. Starší zvířata mají obličej žlutavý až bílý. Hlava vydry mořské má mírně klabonosý profil, nápadné jsou dlouhé vibrisy (hmatové vousy) a výrazné hnědé oči. Naopak boltce jsou malé, téměř ukryté v srsti a částečně uzavíratelné. Mezi prsty má vydra mořská vyvinuté plovací blány, které jsou zvláště patrné na zadních končetinách.

## Rozmnožování
Rodí jen jedno mládě, ojediněle dvojčata. Malé mládě se zdržuje na břehu, později ho matka nosí na břiše. V zajetí se vydra mořská může dožít až 30 let, v přírodě ale zřídka žijí déle než 10 let. Důvodem úhynu je často značné opotřebení chrupu, což je následek konzumace živočichů s tvrdými skořápkami.
Vydry mají mnoho přirozených nepřátel.